# Illuminazione critica

Illuminazione critica

L'illuminazione critica è un metodo di illuminazione del campione utilizzato in microscopia ottica in luce trasmessa e in luce riflessa. L'illuminazione critica focalizza l'immagine di una sorgente di luce sul piano del campione per ottenere una illuminazione brillante. Questo tipo di illuminazione comporta generalmente problemi di uniformità dell'illuminazione dato che l'immagine della sorgente di illuminazione (ad esempio una lampada alogena) è visibile nell'immagine risultante. Per limitare questi problemi è possibile porre di fronte alla sorgente una lente convergente (collettore) in modo tale che la sorgente si trovi nel fuoco della lente. La presenza di un filtro smerigliato (diffusore) impedisce che insieme al campione venga visualizzata una immagine della sorgente. L'illuminazione di Köhler ha ampiamente sostituito l'illuminazione critica nella moderna microscopia ottica scientifica anche se richiede ottiche aggiuntive che i microscopi ottici più semplici e meno costosi non hanno.